# Leptogenys vogeli
Leptogenys vogeli är en myrart som beskrevs av Borgmeier 1933. Leptogenys vogeli ingår i släktet Leptogenys och familjen myror. Inga underarter finns listade i Catalogue of Life.